# Mark Gray (Pianist)
Mark Gray (* 1949 oder 1950; † 20. Juni 1999) war ein US-amerikanischer Jazz- und Fusion-Musiker (Piano, Keyboard).

## Leben und Wirken
Gray wuchs in Indianapolis auf und studierte an der Musikschule der Indiana University. Erste Aufnahmen entstanden um 1976 mit dem Flötisten Art Webb. Im Laufe der folgenden Jahre spielte er mit Jazzmusikern wie Art Blakey, Sonny Rollins, Don Alias, Freddie Hubbard, Billy Hart, Hubert Laws, Teruo Nakamura und den Brecker Brothers; außerdem  trat er mit Gregory Hines und Phyllis Hyman auf. Er leitete gemeinsam mit dem Schlagzeuger Richie Morales eine Jazzgruppe. Gray legte ferner zwei Solo-Jazz-Alben vor. 1988 gründeten er und Joe Carroll die Firma Manic Moose Music, die Musik für Filme, Werbung und Fernsehen produzierte. Im Bereich des Jazz war er laut Tom Lord zwischen 1976 und 1990 an 23 Aufnahmesessions beteiligt, u. a. auch mit Bunky Green, Ron McClure, Bob Mintzer, Nathan Davis, Barry Finnerty und Jorge Dalto.